# Vierde kleur forcerend bod
In het kaartspel bridge kunnen de speelpartners een conventionele afspraak maken over een vierde kleur forcerend bod. Dit heeft betrekking op de situatie dat de twee partners samen al drie verschillende kleuren hebben geboden. De partner die nu aan de beurt is om te bieden kan de ontbrekende (vierde) kleur dan bieden, zonder de natuurlijke betekenis. Dus zonder dat het speelsterkte in die kleur toont. De betekenis is beperkt tot de boodschap dat de bieder 'iets' heeft dat een volgbod rechtvaardigt.
Dit bod is dan forcerend omdat het meestal niet de bedoeling is om deze vierde kleur te gaan spelen. Omdat het een forcerend bod is, is het vaak ook relatief sterk. Het voordeel hiervan is dat alle andere beschikbare biedingen niet meer forcerend hoeven te zijn en dus slechts een zwakke of limiterende betekenis kunnen krijgen.

## Beantwoording
De vierde kleur wordt vaak gebruikt als vraagbod aan de partner om zijn hand beter te omschrijven. De volgende antwoorden zijn gebruikelijk
- partners kleur: met een driekaart steun.
- SA: met een stop in de vierde kleur
- eigen tweede kleur: met een vijfkaart (en dus ook een vijfkaart in de eerste kleur)
- vierde kleur: met een vierkaart (en dus een driekleurenspel)
- eigen eerste kleur: geen van bovenstaande mogelijkheden

Wanneer het bieden bijvoorbeeld 1♦ – pas – 1♥ – pas – 1♠ - pas – 2♣ – pas gaat is de beantwoording als volgt:
- 2♥: driekaart
- 2♠: 5-5 Ruiten-Schoppen
- 2SA: Klaverstop
- 3♣: vierkaart (4-1-4-4 of 4-0-5-4)
- 2♦: niets bijzonders (belooft geen vijfkaart ruiten)

Deze biedingen met een opening tot ongeveer 14 HCP, vanaf zo 15 HCP zal je een mancheforcing antwoord met sprong geven.

## Uitzonderingen
- Wanneer de 1♣ of de 1♦ opening gedaan wordt op een kortere lengte dan moet het bridgepaar wat de vierde kleur speelt onderling goed afspreken of deze kleur dan geboden is of niet.
- Verder maken veel paren de uitzondering dat de vierde kleur alleen vanaf het 2-niveau geboden wordt. Het biedverloop 1♣-1♦-1♥-1♠ is dan echt, voor de vierde kleur moet je in dit biedverloop dan 2♠ bieden.